# Charles Pelham Villiers

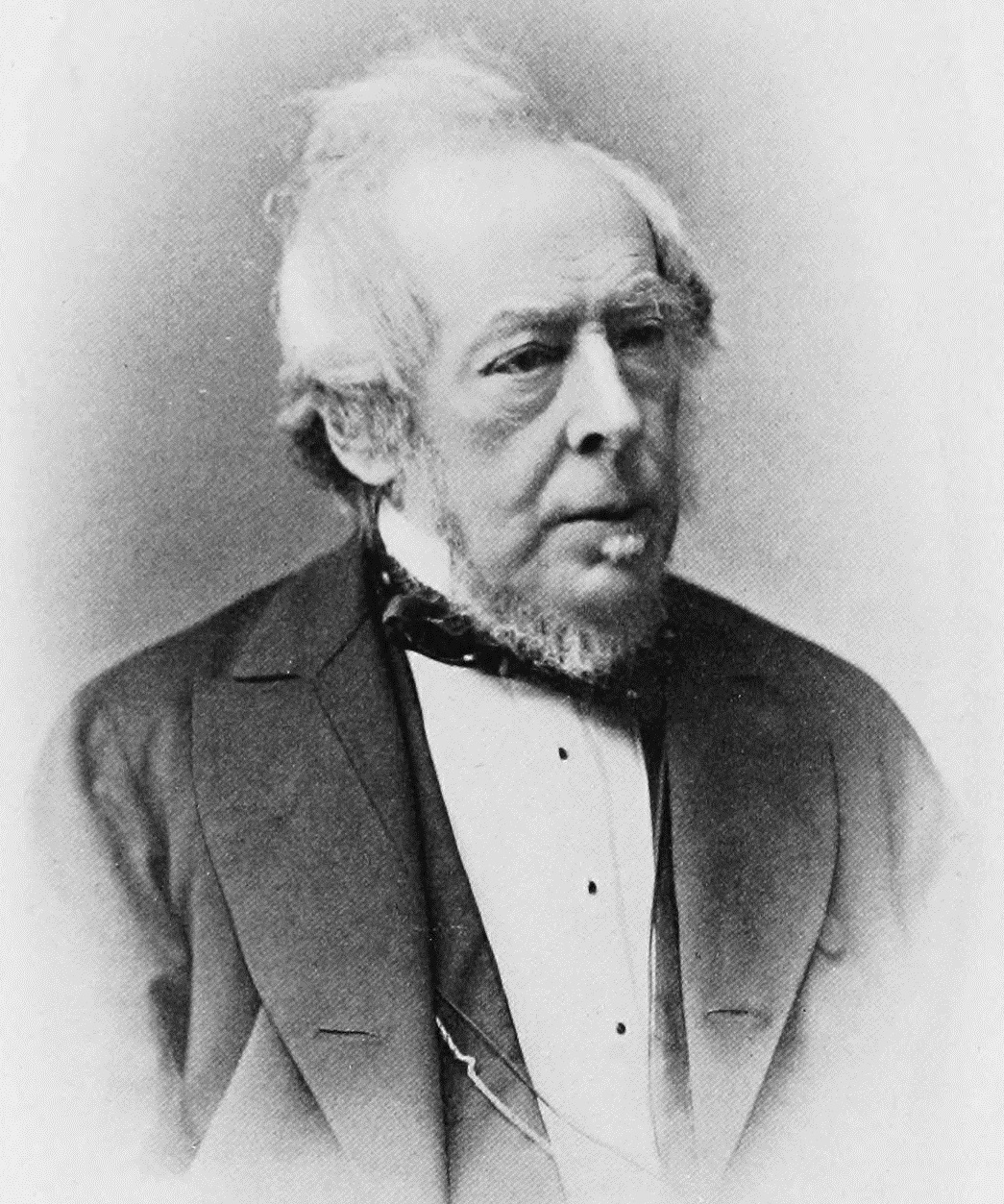
Charles Pelham Villiers

Charles Pelham Villiers, PC (* 3. Januar 1802 in London; † 16. Januar 1898) war ein britischer Politiker der Liberal Party, der unter anderem zwischen 1835 und seinem Tode 1898 63 Jahre lang ununterbrochen Mitglied des Unterhauses (House of Commons) war. Er fungierte zwischen 1859 und 1866 als President of the Poor Law Board als Minister für Armenfürsorge sowie von 1890 bis zu seinem Tode 1898 als Father of the House of Commons dienstältestes Mitglied des Unterhauses.

## Leben

### Familiäre Herkunft, Studium und Rechtsanwalt

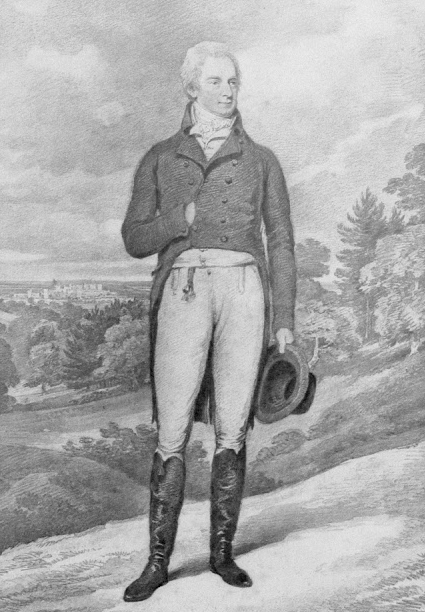
Der Vater von Villiers war der Politiker George Villiers, der zwischen 1792 und 1802 mit einer kurzen Unterbrechung ebenfalls Abgeordneter des Unterhauses war.

Charles Pelham Villiers stammte aus der Adelsfamilie Villiers und war das vierte von sieben Kindern von George Villiers (1759–1827), der zwischen 1792 und 1802 mit einer kurzen Unterbrechung ebenfalls Abgeordneter des Unterhauses war, und dessen Ehefrau Theresa Parker (1775–1856), eine Tochter des ehemaligen Unterhausabgeordneten John Parker, 1st Baron Boringdon (1735–1788). Sein Großvater väterlicherseits war Thomas Villiers, 1. Earl of Clarendon (1709–1786), der unter anderem zwei Mal Postmaster General sowie zwei Mal Chancellor of the Duchy of Lancaster war. Zu seinen Geschwistern gehörten seine einzige Schwester Lady Maria Theresa Villiers († 1865), die in erster Ehe mit dem Schriftsteller Thomas Henry Lister (1800–1842) sowie in zweiter Ehe mit dem Politiker Sir George Cornewall Lewis, 2. Baronet (1806–1863) verheiratet war, der Unterhausabgeordneter, Schatzkanzler, Innenminister und Kriegsminister war. Sein älterer Bruder George William Frederick Villiers (1800–1870), fungierte als Lordsiegelbewahrer, ebenfalls zwei Mal als Chancellor of the Duchy of Lancaster sowie als Lord Lieutenant of Ireland und erbte 1838 den Titel als 4. Earl of Clarendon. Seine zweitältester Bruder Thomas Hyde Villiers (1801–1832) war von 1826 bis zu seinem Tode 1832 ebenfalls Abgeordneter des Unterhauses. Sein jüngerer Bruder Edward Ernest Villiers (1806–1843) war mit Elizabeth Charlotte Liddell verheiratet, eine Tochter des Unterhausabgeordneten und Oberhausmitglieds Thomas Liddell, 1. Baron Ravensworth. Ein weiterer jüngerer Bruder war der römisch-katholische Geistliche Henry Montagu Villiers (1813–1861), der zwischen 1856 und 1860 erst Bischof von Carlisle sowie danach von 1860 bis zu seinem Tode 1861 Bischof von Durham war. Sein jüngster Bruder Augustus Algernon Villiers (1817–1843), der als Kapitänleutnant in der Royal Navy diente.
Er selbst besuchte das East India Company College sowie das Haileybury and Imperial Service College und begann daraufhin ein Studium am St John’s College der University of Cambridge, welches er mit einem Master of Arts (M.A.) beendete. 1827 erhielt er seine anwaltliche Zulassung als Barrister und war mehrere Jahre als Rechtsanwalt tätig.

### Unterhausabgeordneter, Verfechter des Freihandels und Gründung derAnti-Corn Law League

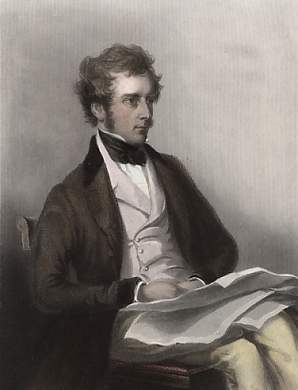
CharlesPelhamVilliers (1844)

Bei der Unterhauswahl am 6. Januar 1835 wurde Villiers für die Liberal Party im Wahlkreis Wolverhampton erstmals zum Mitglied des Unterhauses (House of Commons) gewählt und vertrat die Interessen von Wolverhampton nach seinen Wiederwahlen 1837, 1841, 1847, 1852, 1857, 1859, 1865, Britische Unterhauswahl 1868, Britische Unterhauswahl 1874 und 1880 bis zu dessen Auflösung am 24. November 1885. Im Februar 1839 wurde ihm und seinen Brüdern durch ein Royal Warrant of Precedence der Titel eines jüngeren Sohn eines Earls zuerkannt.
Er war ein Verfechter des Freihandels und bekämpfte als Vertreter des Manchesterliberalismus im Unterhaus seit den 1840er Jahren mit Richard Cobden und John Bright die Erweiterung der Fabrikgesetze, durch welche die Arbeitszeit von Frauen und Kindern auf maximal 10 Stunden pro Tag begrenzt werden sollte. Er gründete zudem mit seinen Mitstreitern Richard Cobden, John Bright, John Moore, Thomas Perronet Thompson, George Wilson und anderen die Anti-Corn Law League, die sich zunächst zum Ziel setzte, die Abschaffung des Getreide- und Lebensmittelgesetzes (corn and provisions law) durchzusetzen. Das Getreidegesetz schloss ausländisches Getreide aus oder belegte es mit enormen Einfuhrzöllen. Die künstliche Erhöhung der Getreidepreise verteuerte das Brot der Armen und sorgte für Elend bei den Industriearbeitern. Nachdem der Antrag des Abgeordneten Charles Pelham Villiers auf Aufhebung der Getreidegesetze 1839 im Unterhaus durchgefallen war, gelang es 1841, Cobden und einige Gleichgesinnte ins Parlament zu bringen, wo der schon stehend gewordene Antrag Villiers bereits 40 Stimmen zählte. Nach dem Rücktritt des Whig-Kabinetts und der Einsetzung des Tory-Ministeriums im Sommer 1841 traten die gesamte dissentierende Geistlichkeit, die irische Partei sowie ein Teil der dem Freihandel zuneigenden Whigs der League bei, während letztere von der Grundaristokratie und dem Chartismus leidenschaftlich bekämpft wurde. Bei den Unterhauswahlen am 4. August 1847 wurde er auch im Wahlkreis Lancashire Southern zum Mitglied des Unterhauses gewählt, legte dieses Mandat allerdings wenige Monate später am 20. Dezember 1847 nieder.

### Minister undFather of the House of Commons

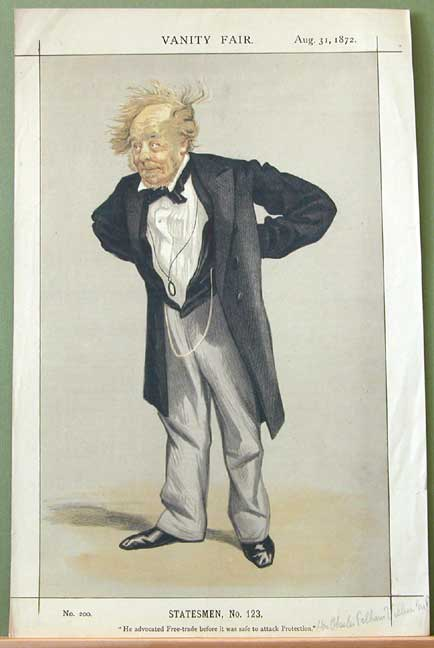
Charles Pelham Villiers (Karikatur von „Coïdé“ (James Jacques Tissot) im Magazin Vanity Fair, 31. August 1872).

Am 30. Dezember 1852 übernahm Villiers sein erstes Regierungsamt und fungierte in der Regierung Aberdeen sowie anschließend vom 6. Februar 1855 bis zum 20. Februar 1858 auch in der darauf folgenden ersten Regierung Palmerston als Generalanwalt der Streitkräfte (Judge Advocate General of the Armed Forces). Während seiner Amtszeit wurde er am 7. Februar 1853 Mitglied des Privy Council, des Geheimen Kronrates.
Am 9. Juli 1859 übernahm Charles Pelham Villiers in der zweiten Regierung Palmerston den Posten als Minister für Armenfürsorge (President of the Poor Law Board) und bekleidete diesen vom 30. Oktober 1865 bis zum 28. Juni 1866 auch in der zweiten Regierung Russell. Gegen Ende des Jahres 1864 hatte Florence Nightingale, die Begründerin der modernen westlichen Krankenpflege, einen Einsatz weiterer ausgebildeter Pflegekräfte angeboten, die in Londoner Armenhäusern die Erkrankten versorgen sollten und ihm außerdem mehrere, sehr weitreichende Reformschritte vorgeschlagen. In London sollten die Kranken von den übrigen Insassen der Arbeitshäuser getrennt werden, eine zentrale Verwaltung sollte für alle Armen Londons zuständig sein und die Armenfürsorge durch eine Steuer finanziert werden. Dies sollte den Amtsmissbrauch durch Armenvorsteher begrenzen, der zu gravierenden Missständen in einzelnen Arbeitshäusern führte und gleichzeitig eine kosteneffiziente Gesundheitsfürsorge sicherstellen. 
Nach Auflösung des Wahlkreises Wolverhampton wurde er bei der Unterhauswahl am 24. November 1885 im neu geschaffenen Wahlkreis Wolverhampton South wieder zum Mitglied des Unterhauses gewählt und vertrat diesen Wahlkreis nach seinen Wiederwahlen 1886, 1892 und 1895 bis zu seinem Tode am 16. Januar 1898. Er war zwischen 1885 und 1887 sowie erneut von 1891 bis 1898 ältestes Mitglied des Unterhauses. Darüber hinaus wurde er nach dem Tode von Christopher Rice Mansel Talbot am 17. Januar 1890 als Father of the House of Commons dienstältestes Mitglied des Unterhauses. Er war bei seinem Tode am 16. Januar 1898 63 Jahre lang ununterbrochen Mitglied des Unterhauses, woraufhin Sir John Mowbray, 1. Baronet neuer Father of the House of Commons wurde.

## Veröffentlichungen
- Lancashire’s lesson; or, The need of a settled policy in times of exceptional distress. A letter addressed to the Right Hon. Charles Pelham Villiers, M.P., President of the Poor law board, Mitautor William McCullagh Torrens, 1864
- The fiftieth anniversary of the repeal of the corn laws, 1896

posthum
- Fiscal reform sixty years ago. Passages from the speeches of the Right Hon. Charles Pelham Villiers, M.P. for Wolverhampton 1835–98, 1904

## Hintergrundliteratur
- A. Lambert (Herausgeber): The free trade speeches of the Right Hon Charles Pelham Villiers, 2 Bände, 1883
- E. C. Whitehurst: Charles Pelham Villiers and the repeal of the corn laws, in: Westminster Review, 120, 1883, 110–151
- T. Mackay: A history of the English poor law. From 1834 to the present time, 1899
- W. O. Henderson: Charles Pelham Villiers, in: History, Jahrgang 37, 1952, S. 25–39
- William Otto Henderson: Charles Pelham Villiers and the repeal of the Corn Laws, 1975
- W. L. Arnstein: Protestant vs Catholic in mid-Victorian England. Mr Newdegate and the nuns, 1982
- Chambers Biographical Dictionary, Edinburgh 2002, ISBN 0-550-10051-2, S. 543 f.
- Roger Swift: Charles Pelham Villiers: Aristocratic Victorian Radical. The Member for Wolverhampton, 1835-1898, and Father of the House of Commons, 2017